# Free Your Stuff
Free Your Stuff (etwa „Verschenke, was Du nicht brauchst“) ist eine Initiative, welche sich dafür einsetzt, Waren des täglichen oder häuslichen Bedarfs, welche man nicht mehr benötigt, zu verschenken und somit einer sinnvollen Wiederverwertung zuzuführen.

## Grundgedanke
Die Idee geht zurück auf den rumänischen Freiwilligen Radu Burtescu, der in Luxemburg 2011 als erster eine Facebook-Gruppe gründete, die sich zum Ziel setzte, nicht mehr benötigte Gegenstände des täglichen Gebrauchs zu verschenken. Derzeit ist er Administrator der Gruppe „Free Your Stuff Berlin“ mit über 212.000 Mitgliedern sowie einiger weiterer Gruppen in Kopenhagen, Helsinki usw. Simon Neumann, ein Politikstudent aus Mainz, griff diese Idee auf und gründete nach einer entsprechenden Facebook-Gruppe aus Trier, eine Gruppe in Mainz, welche bereits ca. 40.000 Mitglieder zählt.

## Aktuelle Entwicklung
Die Idee wird vielfach aufgegriffen. Es wurden Facebook-Gruppen in anderen Regionen und Ländern wie in Paris, Mainz, Kopenhagen, Kaiserslautern, Mannheim, Berlin, Budapest, Malmö und Stuttgart gegründet.

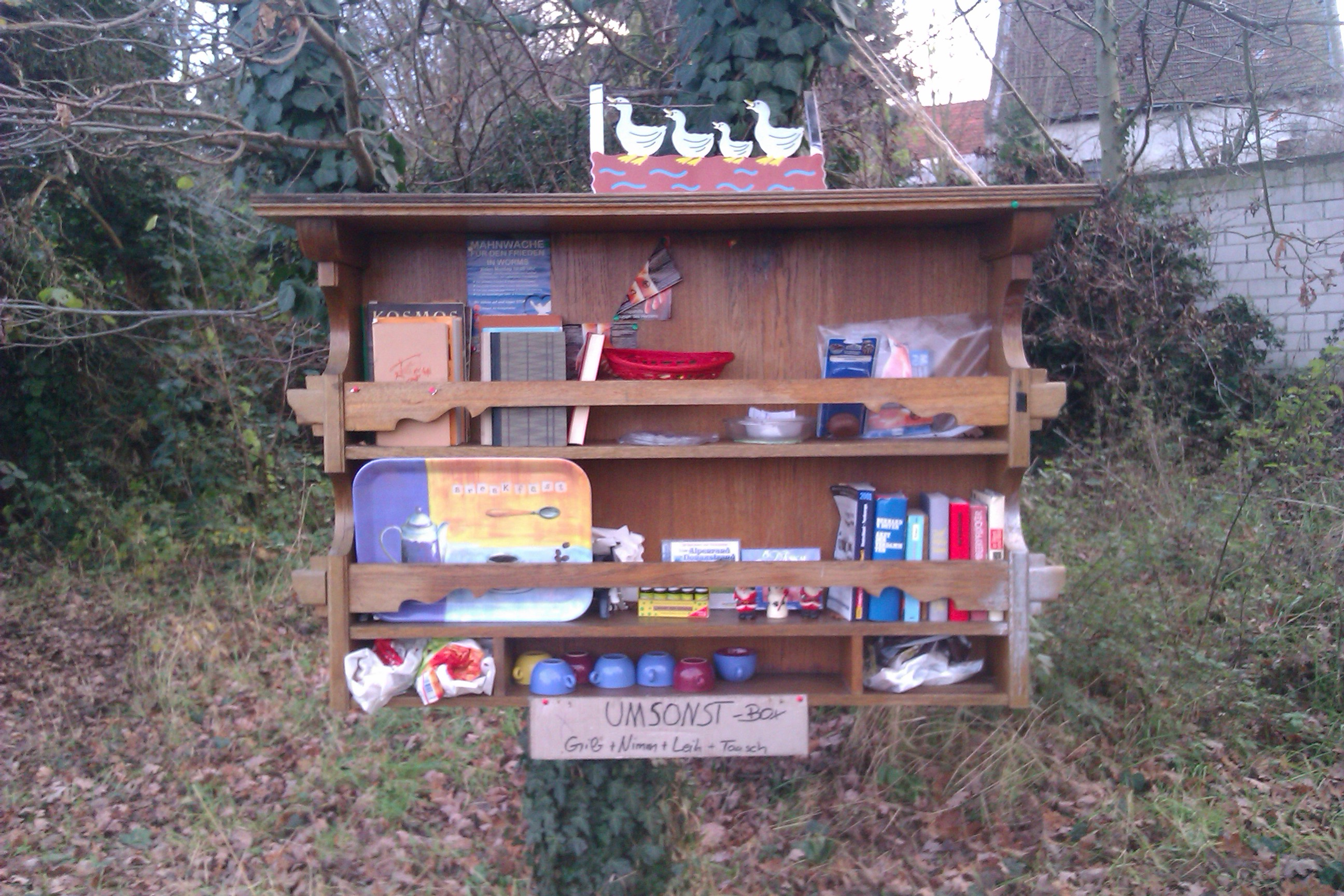
Eine „Give-Box“ in Worms

Mancherorts wurden sogenannte „Give-Boxen“ erstellt, in die Dinge hineingelegt werden und unentgeltlich entnommen werden dürfen, wie beispielsweise in Schleiz oder Worms.
Die Idee des Verschenkens von Non-Food-Artikeln wird ausgeweitet. In den Berliner Ortsteilen Kreuzberg und Prenzlauer Berg wurden beispielsweise 21 Kühlschränke aufgestellt, die dafür vorgesehen sind, nicht mehr benötigte aber noch genießbare Lebensmittel unentgeltlich zur Verfügung zu stellen.